# Reação de Kolbe-Schmitt
A reação Kolbe-Schmitt (nome originado de Adolph Wilhelm Hermann Kolbe e Rudolf Schmitt) é uma reação química envolvendo a adição de uma carboxila que se processa pelo aquecimento do fenolato de sódio (o sal de sódio de fenol) com dióxido de carbono sobre a pressão de 100 pressão atmosférica e temperatura de 125°C. O produto resultante é tratado com ácido sulfúrico. O produto final é um hidróxido aromático ácido o qual é também conhecido como ácido salicílico (o precursor da aspirina)